# Asmate crassesignata
Asmate crassesignata là một loài bướm đêm trong họ Geometridae.